# Жданов, Владимир Иванович
Влади́мир Ива́нович Жда́нов (16 (29) апреля 1902 года, Киев, Российская империя — 19 октября 1964 года, около Белграда, СФРЮ) — советский военный деятель, генерал-полковник танковых войск (13.4.1964). Герой Советского Союза, Народный герой Югославии.

## Начальная биография
Родился 16 (29) апреля 1902 года в Киеве в семье служащего.
С получением незаконченного среднего образования работал на электростанции в Ессентуках.

## Военная служба

### Гражданская война
В 1920 году был призван в ряды РККА. Принимал участие в Гражданской войне. Был демобилизован в 1921 году.

### Межвоенное время
В 1923 году был повторно призван в ряды РККА.
В 1926 году окончил Киевскую пехотную школу, в 1932 году — курсы усовершенствования командного состава, в 1940 году — заочно Военную академию имени М. В. Фрунзе, в 1942 году — ускоренный курс Высшей военной академии имени К. Е. Ворошилова.
В 1941 году вступил в ряды ВКП(б).

### Великая Отечественная война

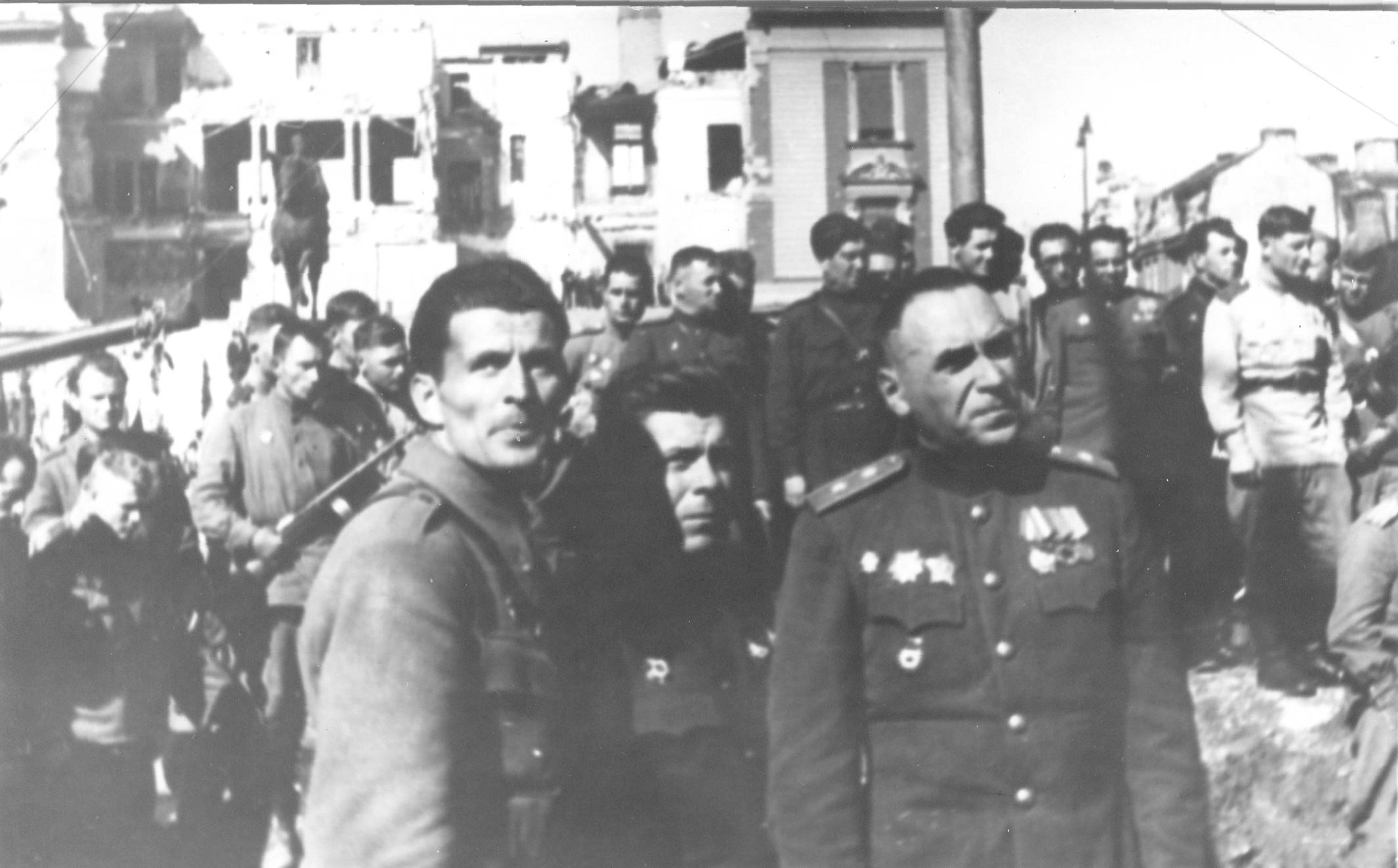
Пеко Дапчевич и Владимир Жданов в Белграде

Братская могила на Новодевичьем кладбище, где похоронен Жданов

С мая 1942 года принимал участие в боях на фронтах Великой Отечественной войны.
С 19 мая 1942 по 9 января 1943 года служил в должности начальника штаба 13-го танкового корпуса, преобразованного 9 января 1943 года в 4-й гвардейский механизированный корпус. С 1 по 17 июля 1942 года временно исполнял должность командира 13-го танкового корпуса.
С 31 марта 1944 года по 9 мая 1945 года командовал 4-м гвардейским механизированным корпусом. Проявил организаторские способности в ходе Сталинградской битвы, в боях на юге Украины, в Ясско-Кишиневской операции, принимал участие в освобождении Болгарии, Югославии и Венгрии.
20-25 августа 1944 года гвардии генерал-майор танковых войск Жданов отличился в ходе Ясско-Кишинёвской операции, под командованием которого корпус прорвал оборону противника на реке Днестр и принял участие в окружении Кишинёвской группировки противника, первым выйдя на реку Прут.
В ходе Белградской операции в октябре 1944 года 4-й гвардейский механизированный корпус под командованием Жданова воевал вместе с НОАЮ.
13 сентября 1944 года В. И. Жданову присвоено звание Героя Советского Союза с вручением ордена Ленина и медали «Золотая Звезда» (№ 3772). В этот же день ему было присвоено очередное воинское звание «генерал-лейтенант танковых войск».
20 октября 1944 года за заслуги в борьбе против общих врагов, вклад в освобождение Белграда и других районов Югославии В. И. Жданову присвоено звание Народного героя Югославии с вручением ордена Народного героя.
В ходе боев за Белград проявил не только полководческие, но и высокие моральные, человеческие, качества. Перед наступлением генерал-подполковник НОАЮ Пеко Дапчевич просил В. И. Жданова не использовать тяжелую артиллерию, так как за годы войны Белград сильно пострадал от налетов Люфтваффе и американских бомбардировок. В. И. Жданов внял просьбе югославского командования — в уличных боях использовались только танки Т-34 и полевые орудия.

### Послевоенная карьера
Окончил Высшую военную академию имени К. Е. Ворошилова в 1950 году. В 1964 году генерал-полковник танковых войск Владимир Иванович Жданов был назначен на должность начальника Военной ордена Ленина академии бронетанковых войск.
Погиб в авиакатастрофе 19 октября 1964 года близ Белграда. Похоронен в Москве на Новодевичьем кладбище.

## Награды
- Герой Советского Союза (13 сентября 1944 года);
- Народный герой Югославии (20 октября 1944);
- два ордена Ленина;
- три ордена Красного Знамени;
- орден Суворова 1-й степени;
- два ордена Суворова 2-й степени;
- орден Кутузова 2-й степени;
- орден Красной Звезды;
- медали.

## Память
- На месте гибели военной делегации, в которую входил В. И. Жданов, на горе Авала близ Белграда в Сербии, был воздвигнут Памятник советским ветеранам войны.
- Одна из главных улиц Белграда в течение многих лет носила имя Генерала Жданова, однако в 1997 году улице вернули прежнее название — Ресавска. С 2017 года его имя носит другая улица в Белграде.[2]